# Матч всех звёзд НХЛ 1970
23-й матч матч всех звёзд НХЛ прошел 20 января 1970 года в Сент Луисе.
Уже на первой минуте матча команды обменялись голами — на 20-й секунде счёт открыл игрок «запада» Жак Лаперриер № 7, после чего 17 секунд спустя Дин Прентис выровнял положение. Решающей шайбой стал гол ветерана Горди Хоу, его 10-й в матчах «звёзд».

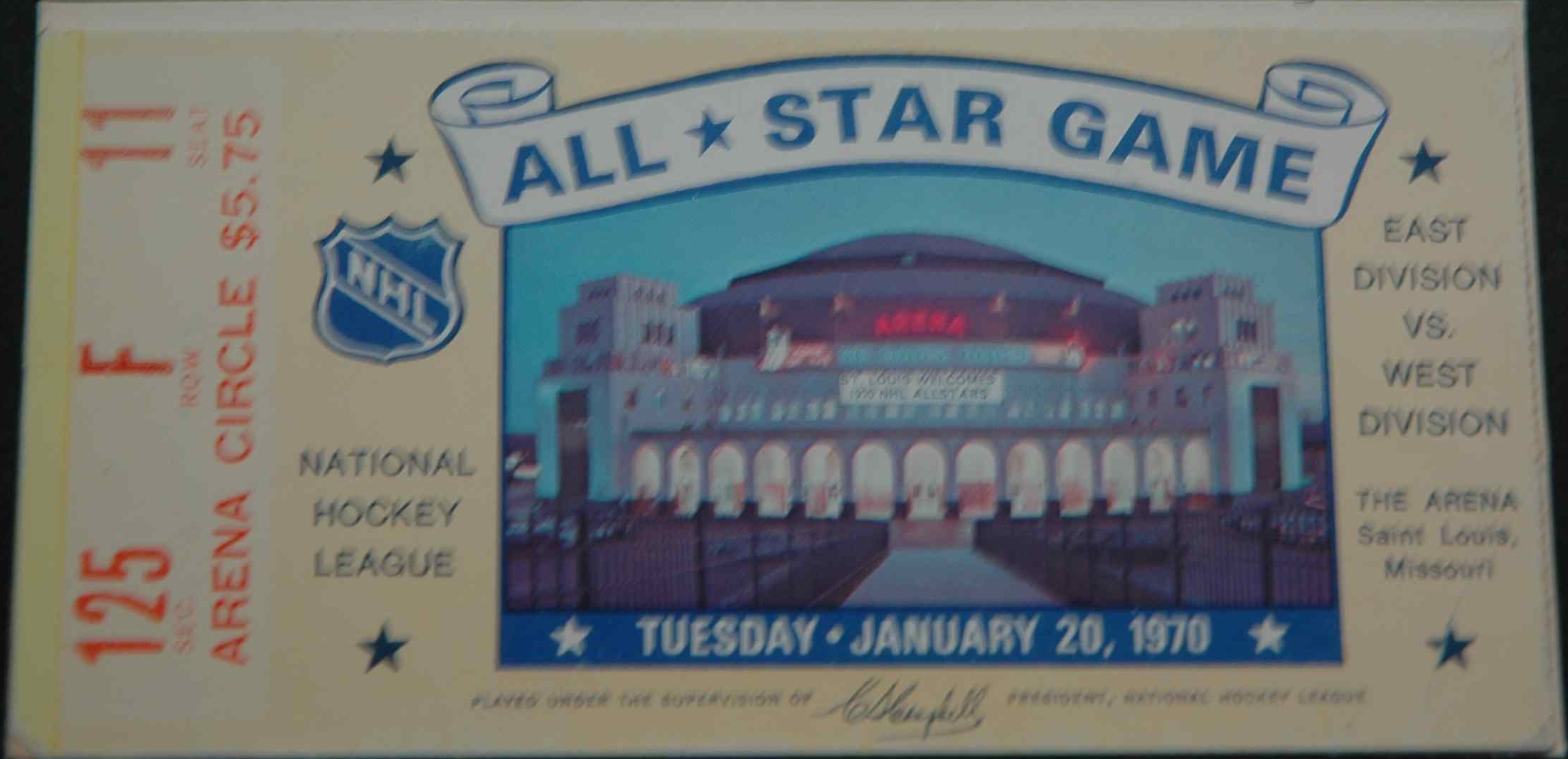
Билет на матч всех звёзд НХЛ 1970